# Viktoriapark

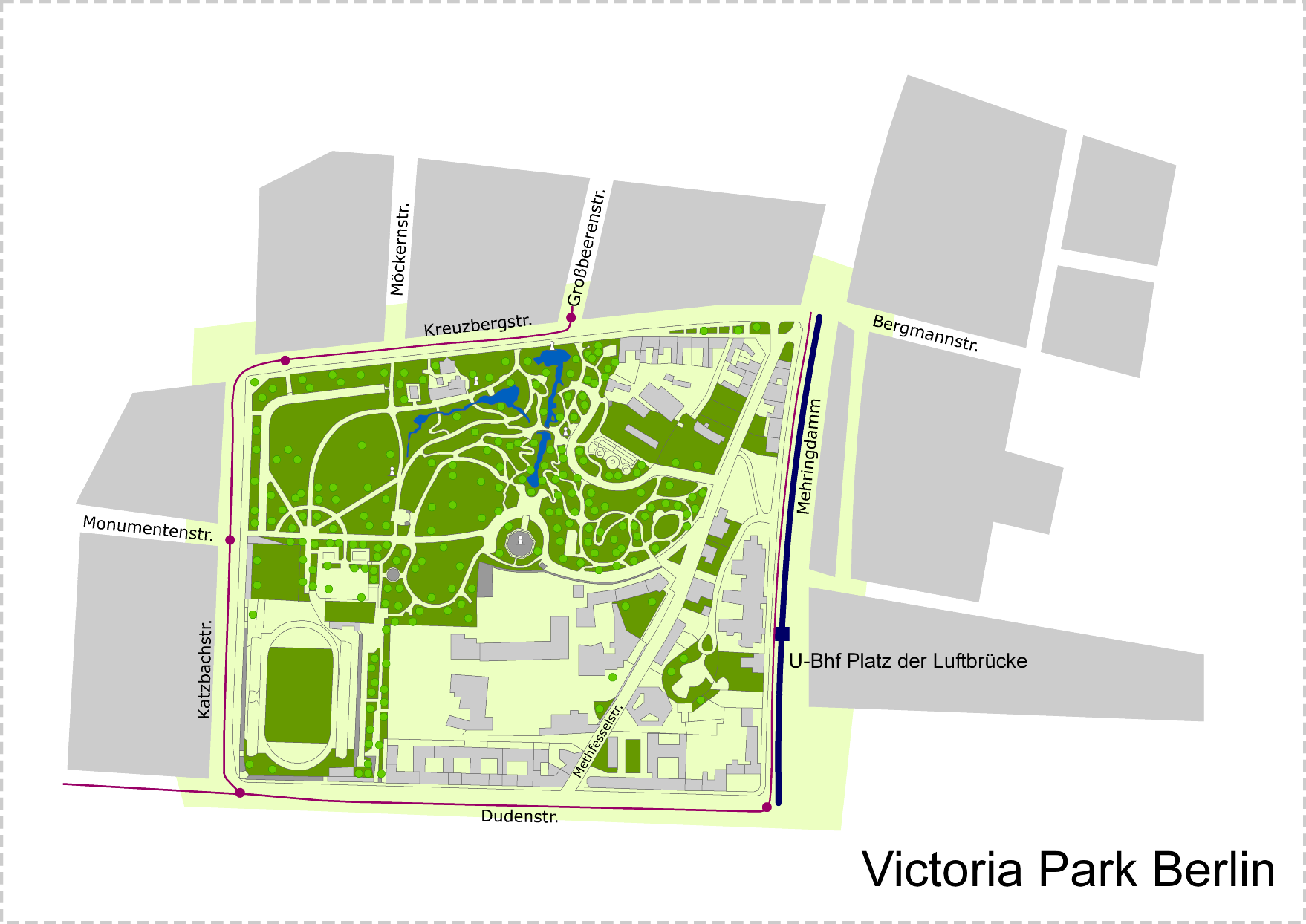
Pianta del parco

Il Viktoriapark è un parco di Berlino, nel quartiere di Kreuzberg.

## Storia
Il parco venne ampliato e ridisegnato tra il 1884 e il 1894 su progetto di Hermann Mächtig, allora direttore civico dei giardini di Berlino (Städtischer Gartendirector zu Berlin, in tedesco) succeduto nel 1877 a Gustav Meyer, primo a ricoprire questo incarico. Il Tesoro prussiano trasferì i terreni gratuitamente alla città e finanziò il progetto con 134.000 marchi. Nel 1894 l'opera venne inaugurata con una spesa totale di 2.8 milioni di marchi e venne intitolata all'imperatrice Vittoria. Il parco venne realizzato ai piedi della collinetta di Kreuzberg, sormontata dal neogotico Monumento Nazionale Prussiano, opera di Karl Friedrich Schinkel, costruito tra il 1817 e il 1821, suo principale landmark e punto di osservazione panoramico. Il progetto è caratterizzato inoltre da alcune cascate artificiali e solcato da vari sentieri.